# Ортоскопический объектив
Ортоскопический объектив — объектив или оптическая система, свободные от дисторсии, или такие, в которых дисторсия пренебрежимо мала и не влияет на характер изображения. Другими словами, линейное увеличение такого объектива постоянно на любом расстоянии от оптической оси. В результате даваемое объективом ортоскопическое изображение сохраняет геометрическое подобие с отображаемыми предметами, строго подчиняясь законам линейной перспективы. Ортоскопическими можно считать подавляющее большинство объективов для фотографии, кинематографа и телевидения, а также почти все проекционные. Такие объективы не привносят в изображение искажений, и прямые линии отображаются прямыми. Противоположными свойствами обладают дисторсирующие объективы типа «рыбий глаз», которые отображают прямые линии изогнутыми дугами.
Одним из первых объективов с высокой ортоскопичностью в 1866 году стал апланат Далльмейера симметричной конструкции. Ортоскопичность объектива наиболее важна в фотограмметрии, поскольку при значительной дисторсии точно измерить расстояния на снимаемых объектах по фотографии невозможно. В цифровой панорамной фотографии, получаемой склейкой серии снимков, ортоскопическому объективу соответствует «плоская» проекция, в англоязычных приложениях обозначаемая словом англ. Rectilinear, что означает «прямолинейный».